# Чернігівка (Давлекановський район)
Черні́гівка (рос. Черниговка, башк. Черниговка) — присілок у складі Давлекановського району Башкортостану, Росія. Входить до складу Поляковської сільської ради.
Населення — 107 осіб (2010; 127 в 2002).
Національний склад:
- росіяни — 42 %